# 오구니촌 (이와테현)
오구니촌(小国村)은 이와테현 시모헤이군에 설치되었던 촌이다. 현재의 미야코시에 해당한다.